# Arabis paniculata
Arabis paniculata är en korsblommig växtart som beskrevs av Adrien René Franchet. Arabis paniculata ingår i släktet travar, och familjen korsblommiga växter. Inga underarter finns listade i Catalogue of Life.